# Walter Chatton
Walter Chatton (Chatton, 1285/1290 körül – Avignon, 1343) középkori angol filozófus és teológus.
Ferences szerzetes volt, és egy Kommentárt készített Petrus Lombardus Szentenciáihoz. Ebben elutasította az univerzálék állítólagos ockhamista – valójában inkább Auriole-i Péter-féle – elméletét. Úgy vélte, hogy egy esse objectivum beiktatása a dolog és az értelem közé lehetetlenné teszi a valóság megragadására képes igaz ítéletek megalkotását. A látott dolog egyetlen esse objectivuma magának a látott dolognak a léte. Walter emellett Isten egysége mellett sem talál meggyőző érvet, amely Ware-i Vilmos vagy Maimonidész filozófiai nézeteivel rokonítja.